# Stere Adamache
Stere Adamache (n. 17 august 1941, Galați, România – d. 9 iulie 1978, Crișan, Tulcea, România) a fost un fotbalist (portar) român, care a jucat în  echipa națională de fotbal a României la Campionatul Mondial de Fotbal din Mexic, 1970.
A jucat la echipa Steagul Roșu Brașov. A decedat în 1978, înecat în Dunăre.

## Cariera
Stere Adamache este, mai întâi, legitimat la formația Energia Galați, în anul 1957, pentru ca până în 1962 să mai evolueze pentru alte trei echipe gălățene: Ancora, Știința și Dinamo, cu ultima dintre ele fiind aproape de promovarea în Divizia A după clasarea pe locul doi în Divizia B în sezonul 1960-1961. Stere Adamache a ajuns până la urmă la Viitorul București, alături de care a avut șansa debutului în Liga I.
Pe 9 septembrie 1962, Adamache reușea să nu primească niciun gol în primul său meci în Divizia A: Viitorul București - Universitatea Cluj 0-0. A jucat în doar câteva partide pentru Viitorul, pentru ca în primăvara anului 1963 să ajungă în curtea formației Steagul Roșu Brașov, actualul FC Brașov, unde avea să devină în scurt timp portarul de bază al echipei.
Din primăvara anului 1963 și până în vara lui 1977, Stere Adamache rămâne portarul echipei brașovene, participând la mari victorii ale acesteia (victorii în Cupa Orașelor-Târguri sau Cupa UEFA), însă și la marile dezamăgiri, cum ar fi retrogradarea formației brașovene în liga secundă la finele sezonului 1967-1968.
Deși Adamache a fost aproape de despărțirea de Steagul Roșu, el a continuat să evolueze la această formație, iar în anul 1970 a reușit să debuteze la echipa națională, înlocuindu-l la pauza unei partide amicale cu Franța pe Rică Răducanu. Partida a fost câștigată de Franța cu 2-0, însă ambele goluri au fost marcate când în poartă se afla Rică.
În ultimul amical înainte de Campionatul Mondial din 1970, Stere Adamache a reușit să nu primească gol în fața Iugoslaviei, iar la primul meci de la turneul final a fost preferat în poartă în fața aceluiași Necula Răducanu. El a primit un singur gol, de la eroul ultimei finale a Campionatului Mondial, Geoff Hurst. A fost apoi titular în prima victorie a României la un mondial după o pauză de 40 de ani, împotriva Cehoslovaciei.
În doar trei minute (18 și 21) a primit două goluri în meciul cu Brazilia de la celebrii Pele și Jairzinho, iar antrenorul Angelo Niculescu a decis să îl înlocuiască cu Necula Răducanu. Până la urmă, și Rică a primit un gol de la vedeta Pele, iar Brazilia avea să învingă cu greu, scor 3-2.
Ultima partidă pentru Sterică Adamache la echipa națională a României, partida cu numărul șapte, a fost un meci din preliminariile CM din 1974, desfășurat în toamna anului 1972, România învingând Albania cu scorul de 2-0. Adamache va rămâne însă în memoria fanilor fotbalului printr-un episod negru pentru istoria clubului Universitatea Craiova.
În primăvara anului 1973, Universitatea Craiova venea după două victorii incredibile (6-2 cu Steaua și 6-4 cu Rapid, ambele la București), iar Steagul Roșu Brașov părea o pradă simplă în Bănie, mai ales că venea la Craiova fără mulți jucători importanți. Până la urmă, deși Craiova s-a aruncat în atac, Adamache a aparat formidabil și Mateescu a marcat unicul gol al partidei, la o situație de contraatac.
Până la urmă, Dinamo București avea să câștige campionatul la doar un gol diferență de Universitatea Craiova, iar unul din eroii meciului sus-numit, Ion Mateescu, avea să ajungă în 1975 în „Ștefan cel Mare”. Adamache a rămas la Brașov, a mai retrogradat o dată, pentru ca în vara lui 1977 să se retragă din activitatea competițională.

## Moarte
Pe 9 iulie 1978 avea să își piardă viața. după ce s-a împăcat cu soția sa, Elena, după o perioadă de neînțelegeri, a plecat în concediu la Crișan, în Delta Dunării, unde locuiau socrii. Deși era un înotător execelent (se povestește că trecea deseori Dunărea înot, fără probleme), s-a înecat în fluviu, în fața mai multor martori neputincioși. A fost văzut ridicând disperat o mână spre cer, după care a dispărut definitiv sub apă. Avea doar 37 de ani și nu suferea de nicio afecțiune, misterul morții lui rămânând nedezlegat și în zilele noastre, la exact 40 de ani de la incident.

## Distincții
- Medalia Muncii (30 aprilie 1962) „pentru cucerirea primului loc în Turneul European de Fotbal Juniori (U.E.F.A.)”[4]